# 웽치차군

우치주 지도에 표시된 웽치차군의 위치

웽치차군(폴란드어: powiat łęczycki)은 폴란드 우치주에 위치한 군으로 군청 소재지는 웽치차이며 면적은 774km2, 인구는 53,435명(2006년 기준), 인구 밀도는 69명/km2이다.
북쪽으로는 쿠트노군, 동쪽으로는 워비치군, 남동쪽으로는 즈기에시군, 남서쪽으로는 포뎅비체군, 서쪽으로는 비엘코폴스카주 코워군과 접한다. 8개 지방 자치체(1개 도시, 7개 농촌)를 관할한다.

군 문장